# Văn hóa châu Âu

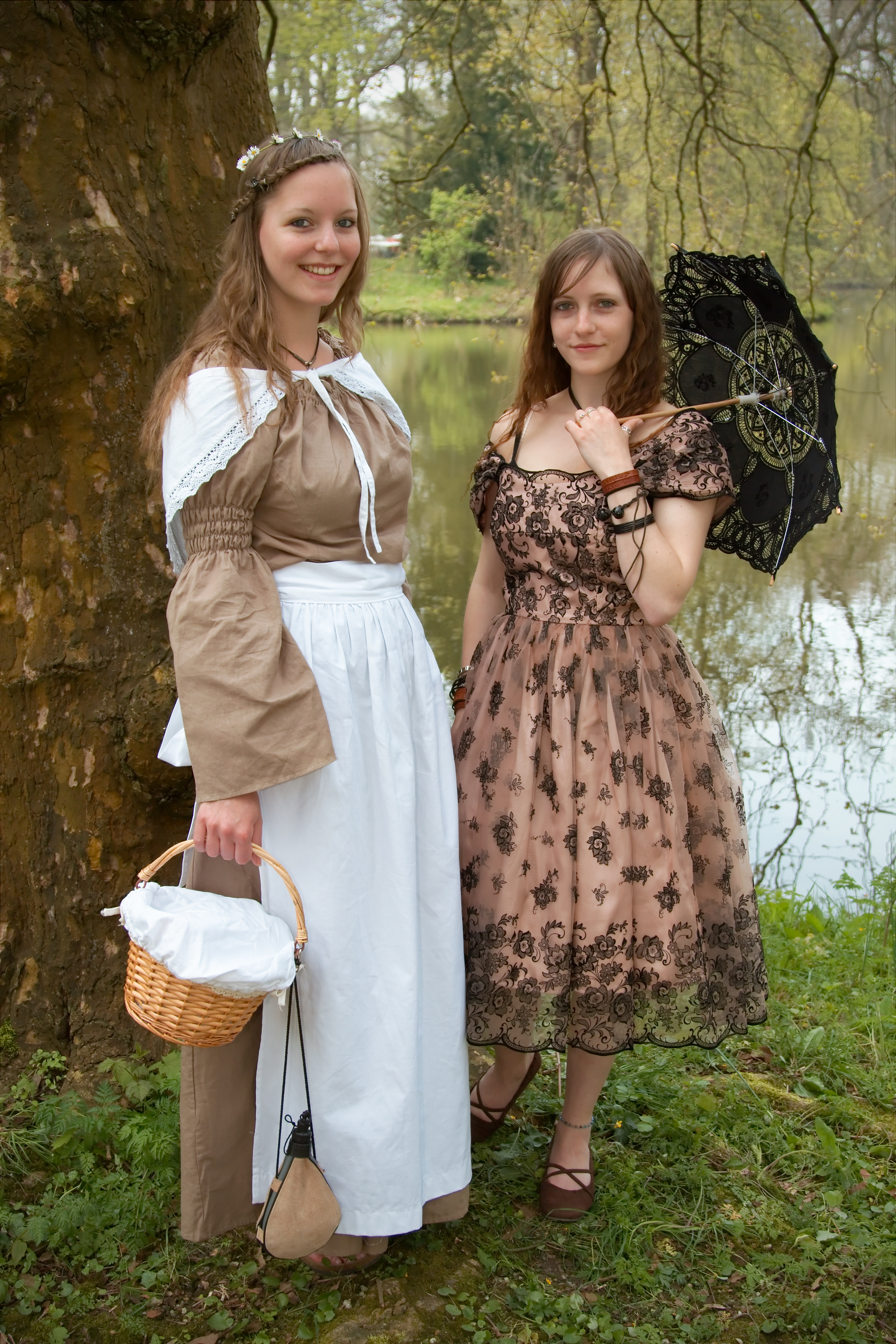
Trang phục truyền thống trong văn hóa châu Âu

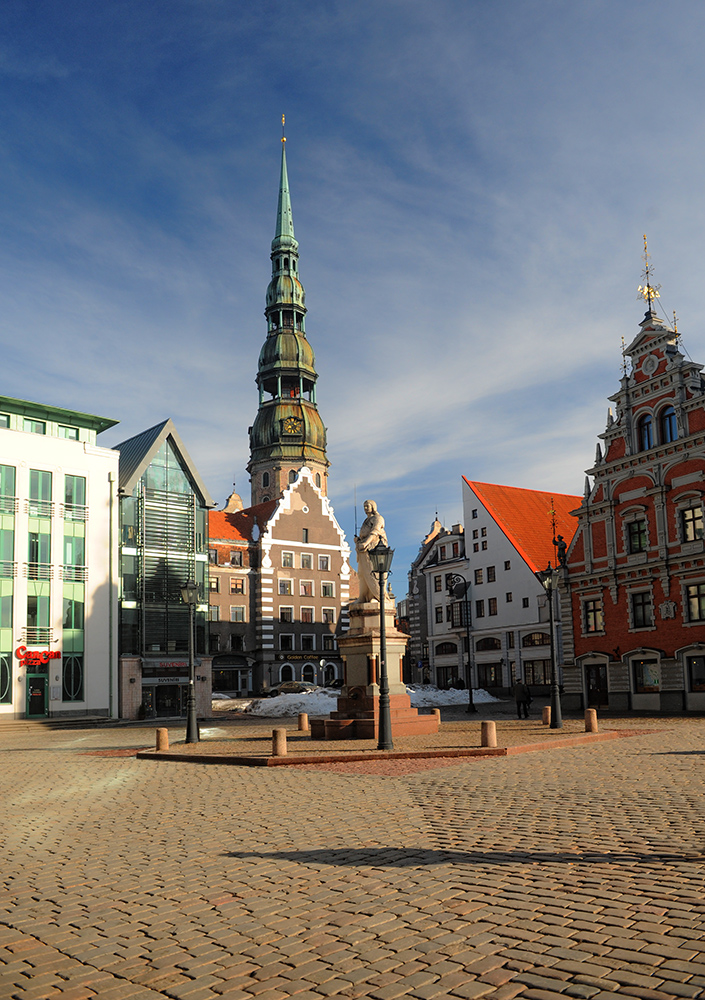
Kiến trúc cổ kính ở Riga

Văn hóa châu Âu (Culture of Europe) hay Văn hóa Âu châu rất đa dạng, có bề bày và bắt nguồn từ nghệ thuật, hội họa, kiến trúc, truyền thống, ẩm thực, âm nhạc, văn hóa dân gian, nghề thêu, phim ảnh, văn học, kinh tế, triết học và phong tục tôn giáo ở châu Âu (châu Âu lục địa và quần đảo Anh). Văn hóa châu Âu đã có ảnh hưởng mạnh mẽ đến các nên văn hóa khác (đặc biệt là ở châu Mỹ và châu Á) cũng như văn hóa đương đại ngày nay. Những giá trị của văn hóa châu Âu cũng như sự vượt trội của văn minh phương Tây đã hình thành nên cái gọi là Âu tâm luận (Chủ nghĩa trọng Âu) ăn sâu vào tâm thức của nhiều người dân châu lục khác từ thời thuộc địa vốn có tâm lý sùng bái phương Tây.

## Định nghĩa

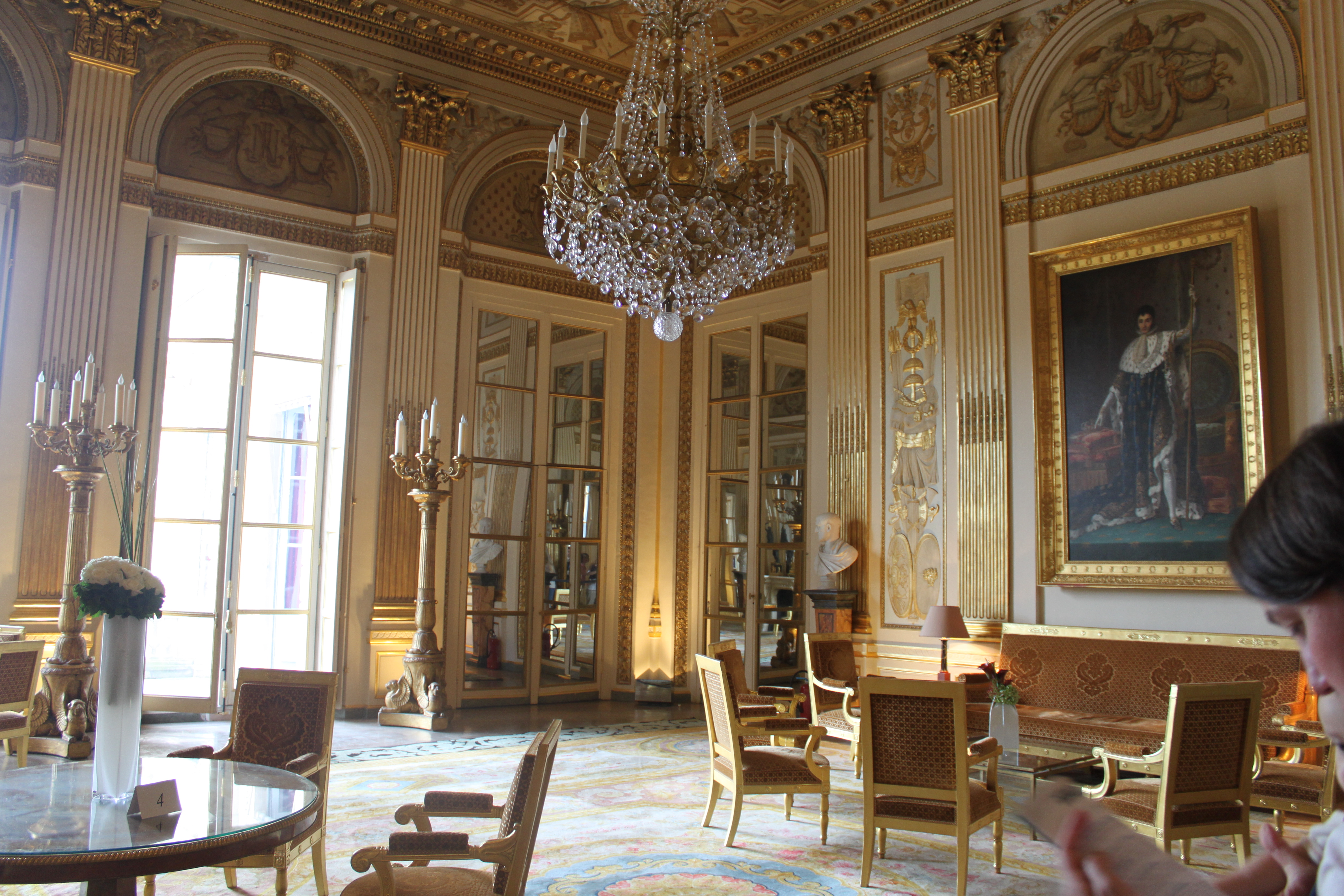
Nội thất cung điện kiểu Âu sang trọng quý phái tinh tế kiểu cổ điển

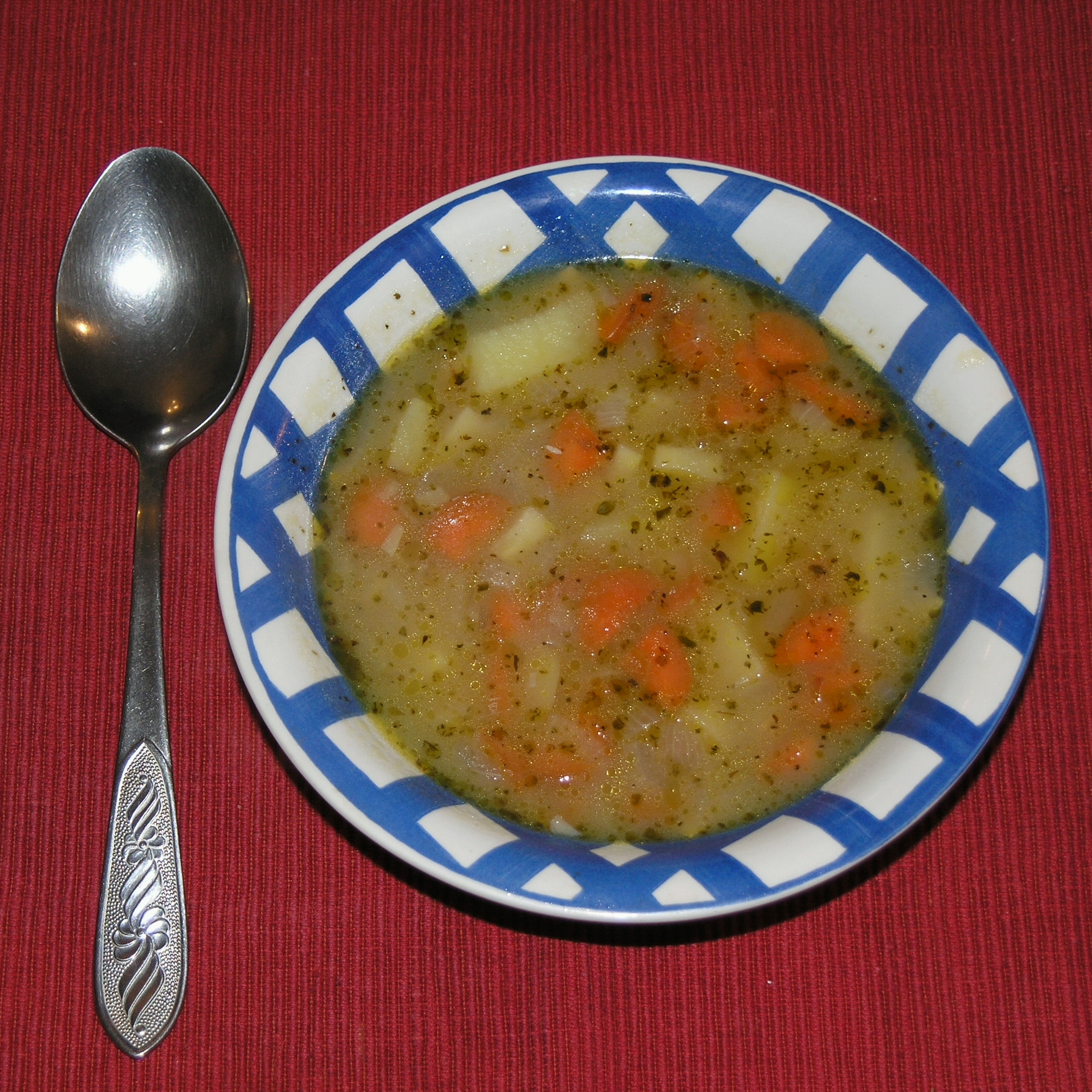
Món súp trong ẩm thực châu Âu

Mặc dù có rất nhiều quan điểm có thể được đưa ra về chủ đề này, nhưng không thể hình thành một khái niệm duy nhất, bao quát về văn hóa châu Âu Tuy nhiên, có những yếu tố cốt lõi được mọi người nhất trí chung là hình thành nên nền tảng văn hóa của châu Âu hiện đại. Một danh sách các yếu tố này được đưa ra K. Bochmann đưa ra và Berting nói rằng những điểm này phù hợp với "những nhận thức tích cực nhất của Châu Âu". Các yếu tố này bao gồm:
- Một di sản văn hóa và tinh thần chung bắt nguồn từ thời cổ đại Hy Lạp-La Mã (Văn hóa Hy-La), Cơ Đốc giáo, Do Thái giáo, Phục Hưng, Chủ nghĩa nhân văn (nhân quyền), tư duy chính trị của Thời đại Khai sáng, Cách mạng Pháp (tư tưởng Tự do-Bình đẵng-Bác ái) và sự phát triển của Hiện đại, bao gồm tất cả các loại chủ nghĩa xã hội[6][5].
- Một nền văn hóa vật chất phong phú và năng động, một phần của nền văn hóa này đã được mở rộng sang các lục địa khác do kết quả của quá trình công nghiệp hóa và những chiến lợi phẩm tích lũy được từ chủ nghĩa thực dân trong thời kỳ "Kỳ tích châu Âu" (Great Divergence)[6]
- Một quan niệm cụ thể về cá nhân (bản thân) được hiển hiện bằng sự tồn tại và văn hóa tôn trọng sự riêng tư và sau này được cụ thể hóa bằng tính pháp lý đảm bảo nhân quyền và tự do của cá nhân.[6]
- Một số quốc gia có trật tự chính trị khác nhau, chia sẻ những ý tưởng mới với nhau[6].

Khái niệm văn hóa châu Âu được cho là có liên quan đến định nghĩa cổ điển về thế giới phương Tây. Theo định nghĩa này, văn hóa phương Tây là tập hợp của văn học phương Tây, khoa học, chính trị hiện đại, nghệ thuật châu Âu và Triết học châu Âu khiến nó khác biệt với các nền văn minh khác. Phần lớn tập hợp truyền thống và kiến thức này được xếp trong Phương Tây cổ điển. Thuật ngữ này đã được áp dụng cho các quốc gia có lịch sử được ghi dấu đậm nét từ sự xâm chiếm, nhập cư hoặc định cư của người châu Âu trong thế kỷ XVIII và XIX, chẳng hạn như Châu Mỹ (đặc biệt là Bắc Mỹ) và Châu Úc, và không bị giới hạn ở Châu Âu. Văn hóa châu Âu đôi khi cũng lẫn lộn với Văn minh phương Tây.
Khái niệm sớm nhất về châu Âu như một phạm vi văn hóa (thay vì chỉ đơn giản là một thuật ngữ địa lý) được Alcuin xứ York đề ra trong Phục hưng Carolingian vào thế kỷ thứ IX, giới hạn ở các lãnh thổ của Kitô giáo phương Tây. Châu Âu ở đây như một thuật ngữ văn hóa không bao gồm các vùng lãnh thổ nơi Giáo hội Chính thống đại diện cho tôn giáo thống trị cho đến thế kỷ XIX. Cơ đốc giáo là tôn giáo lớn nhất ở Châu Âu với 76,2% dân số Châu Âu tự coi mình là Cơ đốc nhân vào năm 2010. Nga là quốc gia Cơ đốc giáo lớn nhất ở châu Âu tính theo dân số, tiếp theo là Đức và Ý.
Ẩm thực châu Âu hay cụ thể hơn là ẩm thực "lục địa", được sử dụng để nói rõ hơn về ẩm thực của các phần phía tây của lục địa châu Âu. Bản thân ẩm thực của các nước châu Âu rất đa dạng, phong phú cũng như đầy sự tinh tế, mặc dù có những đặc điểm chung giúp phân biệt ẩm thực châu Âu với ẩm thực châu Á và các quốc gia khác, chẵng hạn so với cách nấu ăn truyền thống của các nước châu Á thì món thịt nổi bật hơn và có khẩu phần lớn hơn. Chế phẩm sữa thường được sử dụng trong quá trình nấu nướng. Bột mì, bánh mì từ lâu đã là nguồn cung cấp tinh bột phổ biến nhất của bữa ăn trong nền ẩm thực này, mặc dù khoai tây từ thế kỷ XVI đã trở thành một loại cây cung cấp tinh bột chính trong chế độ ăn uống của người châu Âu và cộng đồng người hải ngoại.